# Fresno el Viejo
Fresno el Viejo est une commune de la province de Valladolid dans la communauté autonome de Castille-et-León en Espagne.

## Sites et patrimoine
- Église San Juan Bautista (es).
- Chapelle de la Soledad.
- Musée ethnographique de Antaño a Hogaño.

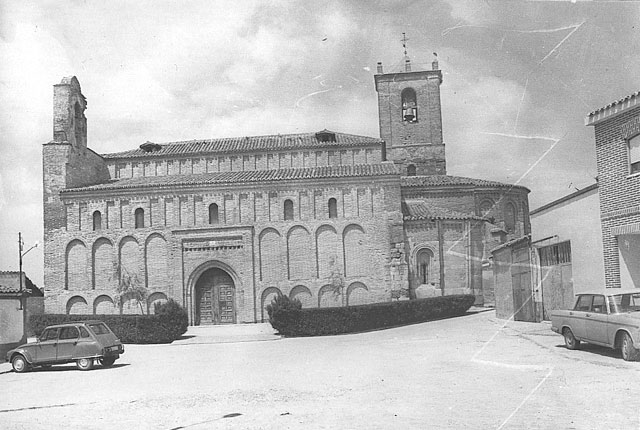
Église San Juan Bautista. Fondation Joaquín Díaz.
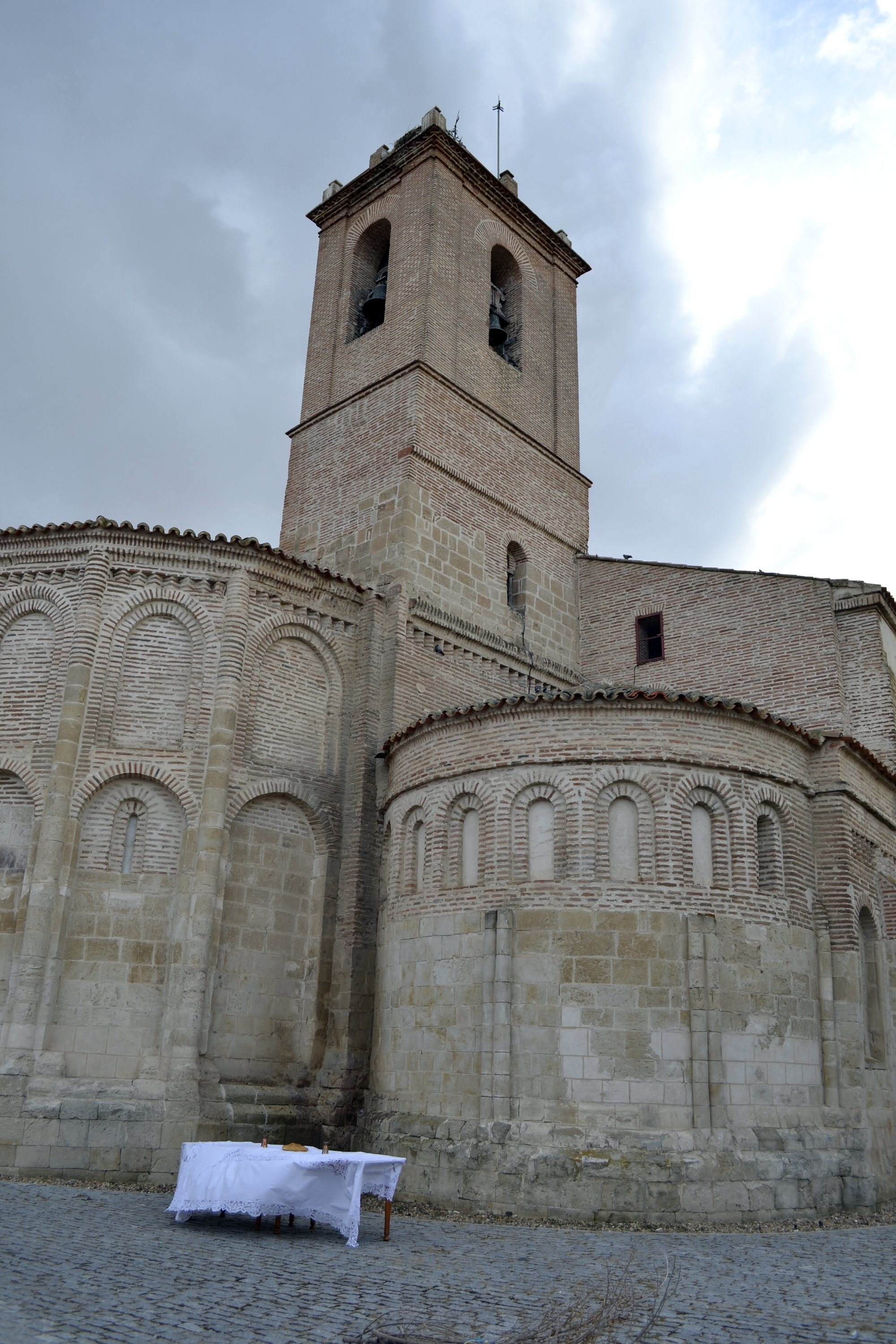
Église San Juan Bautista.
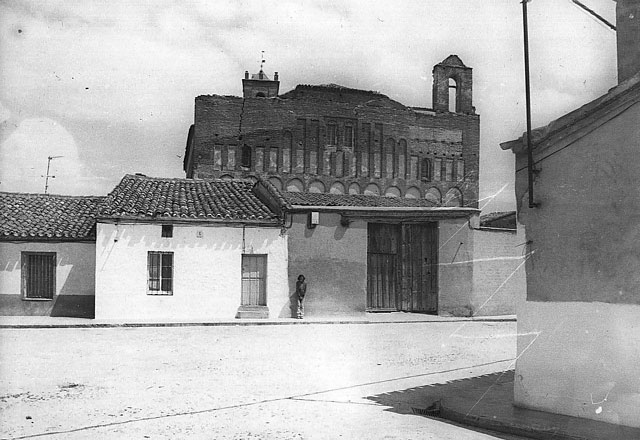
Vue de Fresno el Viejo et de l'église. Fondation Joaquín Díaz.